# 스토리 만화
스토리 만화(ストーリー漫画 스토리 만가[*])는 일본 만화의 지배적인 형태로서, 극적인 주제와 함께, 움직임을 모방하기 위하여 독자의 읽는 속도에 맞추어 한 면으로 펼쳐지는 2페이지 안에서 영화 스토리보드와 유사한 시간과 일치하는 장면, 크기, 선의 배치를 이용한다. 스토리 만화의 시간 통제 기법은 이야기에 대한 서술을 거의 또는 아예 하지 않으면서 동작선이나 의성어로 연결된, 연대기순으로 배열된 컷을 의미한다. 스토리 만화는 2차 세계 대전 이후에 테즈카 오사무가 창시하였거나 개척한 것으로 받아들여졌으나 최근 연구는 영화적인 표현 기법은 2차 세계 대전 이전에 사용되었다는 결과를 내놓고 있다. 대조적으로, 미국에서 널리 그려진 만화는 많은 양의 지문과 함께 더욱 정교하게 그려진 컬러 작화로 특징된다. 이러한 종류의 만화는 독자들이 각각의 컷에서 오랫동안 머물러 "읽는" 것을 요구한다. 가장 최근까지 미국 만화의 주제는 수퍼히어로 장르에 제한되어 있었던 반면, 스토리 만화는 더욱 다양한 장르와 주제를 가지고 있다.

## 기원
최근까지 시간 통제 시스템은 테즈카 오사무의 작품에서 처음 사용된 것으로 여겨졌다. 그러나 최근 연구에서는 스토리 만화의 프로토타입을 그보다 더 이른 시기의 작품들, 예컨대 1923년에 출판된 《쇼짱의 모험(正チャンの冒険)》에서도 찾아볼 수 있다고 본다. 이 작품은 줌 아웃이나 클로즈 업 등의 영화상에서 사용되는 시점을 활용하여, 각각의 스토리를 13쪽 분량에 52컷을 이용하여 풀어냈다. 이는 1929년에 처음 출판된 《땡땡의 모험》이나 1933년부터 연재 개시된 《슈퍼맨》보다 앞선다.
데즈카는 만화의 스토리를 어린이들을 위한 판타지 스토리에서 더욱 성숙한 영화적 스토리로 옮기기 위해 노력한 것이 인정된다. 데즈카는 주요 캐릭터의 죽음과 같은 비극적 요소와, 복잡한 배경과 동기를 가진 캐릭터를 도입하였다. 데즈카의 만화 스토리는 중세를 주제로 한 액션 호러(《도로로》), 의학 드라마(《블랙 잭》), 판타지 역사 서사시 (《불새》)부터, 고전 문학의 현대 만화화(《파우스트》)까지 다양하다. 데즈카가 영화적 표현 기법을 발명했다는 것은 인정되지는 않으나, 데즈카가 여전히 "스토리 (기반) 만화"의 창시자라는 것에 대한 동의는 여전히 널리 존재한다.
데즈카는 영화적 기법 내에서 여러 혁신을 이루었다. 지문의 사용 없이 정보를 전달하기 위해 의성어와 기호를 자유롭게 사용한 것과 더불어, 컷의 크기와 배치를 더욱 자유로우면서 동적으로 활용했다는 점이 가장 주목할 만하다.